# Mary Brunner
Mary Theresa Brunner, nota anche con lo pseudonimo di Mother Mary (Eau Claire, Wisconsin, 17 dicembre 1943), è una criminale statunitense, ex membro della famiglia Manson.
Presente sulla scena del crimine durante l'omicidio di Gary Allen Hinman, un insegnante di musica californiano, venne arrestata per numerosi reati, inclusi furto di carta di credito e rapina a mano armata; condannata a vent'anni di reclusione, è stata rilasciata sulla parola in libertà vigilata nel 1977. Da allora ha fatto perdere le proprie tracce.

## Biografia
La Brunner nacque a Eau Claire, Wisconsin, da George ed Elsie Brunner. Nel 1965 si trasferì in California dopo essersi laureata in Storia all'Università del Wisconsin-Madison, e trovò lavoro come assistente bibliotecaria presso l'Università di Berkeley.

### Incontro con Charles Manson
In California conobbe il trentatreenne Charles Manson, che era uscito di prigione poco prima del loro incontro. Lo lasciò soggiornare nel suo appartamento e i due divennero amanti nel giro di qualche settimana. Mary fu il primo membro ufficiale della "Family", il famigerato gruppo di seguaci di Manson. Lasciò il lavoro e cominciò a viaggiare senza meta per la California in un furgone insieme a Charlie e altre giovani ragazze.
Manson mise incinta Mary durante l'estate del 1967, e il 5 aprile 1968 nacque il figlio della coppia, che fu chiamato Valentine Michael (soprannome "Pooh Bear"). Il gruppo si stabilì in una comune a Topanga, e durante il parto la Brunner fu assistita dalle altre ragazze della Family. Durante la gravidanza e dopo, la Brunner (come molti altri membri della setta) acquisì un gran numero di pseudonimi e soprannomi, inclusi: "Marioche", "Och", "Mother Mary", "Mary Manson", "Linda Dee Manson" e "Christine Marie Euchts".
A Venice, Brunner e Manson incontrarono la diciottenne Lynette Fromme, e i tre vissero insieme in una casa in affitto al numero 636 di Cole Street a San Francisco. Nel corso dei successivi due anni, la Family si allargò includendo oltre trenta membri, soprattutto giovani sbandati; e alcuni divennero degli ardenti seguaci di Manson, come Brunner e Fromme, affascinati dalla sua filosofia hippie e dal suo carisma da leader. Il gruppo di Manson viaggiò in lungo e in largo per la California spingendosi anche nello Stato di Washington, in Oregon, e in Nevada. Poi il gruppo si stabilì presso lo Spahn Movie Ranch, un ranch cinematografico in abbandono di proprietà dell'ottantenne quasi cieco George Spahn nei pressi di Los Angeles. Apparentemente, Manson basava lo stile di vita della sua comune sui principi di libertà e amore, ma in realtà esercitava una sorta di controllo dittatoriale, ordinando alle donne di fare sesso con Spahn e altri. Inoltre, spesso Manson inviava le sue seguaci in città per far compiere loro varie attività criminali, come furti e truffe. Possedeva anche armi da fuoco illegali e ospitava una gang di motociclisti.

### Primi arresti
Il 21 aprile 1968, Manson, Brunner e i membri della Family Susan Atkins, Ella Jo Bailey, Dianne Elizabeth Lake, Nancy Laura Pitman, Bruce Vann Hall, Marcus John Arneson e Suzanne Scott furono arrestati nei pressi di Little Sycamore Canyon, nella contea di Ventura, California. Erano stati sorpresi mentre ballavano nudi attorno a un falò dietro un bus rubato a San Francisco il 12 aprile. Manson fu trattenuto per controlli perché trovato in possesso di due patenti di guida rubate e sospettato di furto d'auto.
Scott, Atkins, Lake e Hall furono accusati di essere in possesso di patenti false. Pitman, Arneson e Bailey finirono in prigione perché erano senza documenti di riconoscimento. Altri cinque membri della Family furono rilasciati senza essere incriminati. La Brunner fu ammonita per aver messo in pericolo la vita e la salute di un minore, dopo che suo figlio di una settimana, Valentine, era stato trovato dagli agenti vestito in modo inappropriato e tremante dal freddo. Il bambino fu posto sotto le cure del Ventura County General Hospital.
Le accuse nei suoi confronti furono poi ridotte all'aver contribuito all'avvio alla delinquenza di un minorenne e le furono concessi due anni di libertà vigilata e una pena detentiva di 15 giorni (poi sospesa). Successivamente, disse alle autorità che aveva intenzione di tornare a casa dei suoi genitori nel Wisconsin e Valentine le fu restituito.
Solo pochi mesi dopo, nel giugno 1968, la Brunner fu nuovamente arrestata insieme ad altri membri della Manson Family nella contea di Mendocino, California, per aver somministrato droga a dei minori.

### Omicidio Hinman
Bobby Beausoleil lasciò lo Spahn Ranch il 25 luglio 1969 accompagnato da Mary Brunner e Susan Atkins per andare a fare visita a Gary Hinman a Topanga. Hinman si era dimostrato amichevole in passato nei confronti della Family e spesso aveva ospitato alcuni membri a casa sua. Sia Beausoleil sia Brunner avevano vissuto con lui per qualche tempo e Mary era molto amica di Gary. Beausoleil si portò dietro un coltello e una pistola 9 mm che aveva ricevuto dal membro della Family Bruce Davis.
Il 31 luglio 1969, Hinman venne rinvenuto cadavere nel suo appartamento. La sua faccia era stata profondamente tagliata sul lato sinistro, aveva un orecchio reciso e due ferite da taglio al petto. La casa era stata messa sottosopra, e con il suo sangue era stato scritto sui muri "Political Piggy" ("maialino politico"). Il 5 agosto la polizia trovò Beausoleil che dormiva nell'auto di Hinman nei pressi di San Luis Obispo, California. Aveva con sé anche il coltello utilizzato nell'omicidio. Robert Kenneth "Bobby" Beausoleil venne quindi arrestato con l'accusa di aver ucciso Gary Allen Hinman.
La Brunner e Sandra Good furono arrestate a San Fernando (California) l'8 agosto seguente per aver cercato di fare acquisti con una carta di credito rubata.
La notte del 9 agosto i membri della Family Charles "Tex" Watson, Susan Atkins, Linda Kasabian, e Patricia Krenwinkel si recarono a 10050 Cielo Drive e massacrarono cinque persone: l'attrice Sharon Tate (all'ottavo mese di gravidanza), Jay Sebring, Abigail Folger, e Wojtek Frykowski, che erano in visita alla Tate; e il giovane Steven Parent, che era stato a trovare William Garretson, il guardiano della proprietà, e stava andandosene proprio in quel momento.

### Testimonianza al processo Hinman
Dato che si sospettava il coinvolgimento di Manson dietro l'uccisione di Gary Hinman. Mary Brunner, presente sul luogo del delitto, fu la testimone chiave per l'incriminazione di Beausoleil. Testimoniò che Beausoleil aveva ucciso Hinman (un musicista), perché lui si era rifiutato di entrare a far parte del gruppo musicale pop di Manson.

### Altre ipotesi
Ci sono molte altre ipotesi sul reale movente dell'omicidio Hinman. Vincent Bugliosi, che era il procuratore distrettuale nel caso Tate-LaBianca, affermò nel suo libro del 1974 Helter Skelter: The True Story of the Manson Murders, che Manson ordinò a Beausoleil, Brunner e Atkins di andare a casa di Hinman per riavere indietro del denaro. Questo resoconto fu successivamente confermato da vari membri della Famiglia. Tuttavia, Beausoleil negò il coinvolgimento diretto di Manson e contestò che né Brunner né Atkins avevano alcuna conoscenza diretta del perché andasse a trovare Hinman.
Beausoleil dichiarò che andò da Hinman per chiedergli i 1,000 dollari che lui gli doveva. Disse che Hinman gli aveva venduto mescalina scadente che lui aveva rivenduto a sua volta a una gang di motociclisti, gli "Straight Satans". Quando questi gli chiesero indietro i soldi, Manson ordinò a Beausoleil di andare a casa di Hinman a Topanga, California, per fare altrettanto. A quanto pare, Hinman si rifiutò dicendo: «Non ho un soldo da darti». Secondo la versione di Bobby, Brunner e Atkins vollero accompagnarlo perché Hinman "stava a loro simpatico" e volevano andare a trovarlo. Nel corso di un'intervista del 1981 rilasciata alla rivista Oui, egli aggiunse che le due donne non avevano ricevuto istruzioni da Manson di andare con lui, e non avevano nessuna intenzione di essere complici nell'omicidio. Queste dichiarazioni erano in contraddizione con quanto dichiarato da Beausoleil in prima istanza nel 1969, quando disse che era stato Manson a mandarlo ad uccidere Hinman. Bobby concluse dicendo che "Mary Brunner era spaventata a morte, e durante l'omicidio, si limitò a nascondersi nella legnaia". Fu invece la Atkins, sempre secondo quanto da lui riferito, a scrivere con il sangue di Hinman le parole "Political Piggy" dietro sua istruzione.
Nell'ottobre 1969, la polizia effettuò una retata presso la nuova base della Family, il Barker Ranch (nei pressi della Valle della Morte), arrestando quasi tutti i presenti per furto d'auto. Tra gli arrestati c'era anche Susan Atkins, che, interrogata dagli inquirenti, si disse complice nell'omicidio Hinman e che il mandante era stato Charles Manson. La ragazza dichiarò anche che era stato il solo Beausoleil ad uccidere e mutilare Gary Hinman, dopo averlo torturato e tenuto prigioniero in casa per due giorni, e che era stato sempre Bobby, e non Manson, che aveva sfregiato l'uomo tagliandogli via un orecchio. Tuttavia, successivamente cambiò versione numerose volte accusando anche Manson di omicidio.

### Processo
Mary Brunner e Susan Atkins furono incriminate insieme a Bobby Beausoleil per l'omicidio di Gary Hinman. La Brunner ricevette l'impunibilità in tribunale in cambio della sua testimonianza contro Beausoleil e Atkins. Il primo processo, che ebbe inizio nel novembre 1969, si concluse con un giudizio sospeso, con Beausoleil che accusò Manson di aver ucciso Hinman.
Tuttavia, durante il processo del marzo 1970, Brunner ritrattò la sua testimonianza che accusava Beausoleil dell'omicidio e Bobby produsse un giuramento firmato dalla Brunner dove veniva dichiarato che non era stato lui ad accoltellare Hinman. Chiamata a chiarire la sua posizione, la Brunner alla fine ritrattò nuovamente dichiarando che le sue precedenti testimonianze circa la colpevolezza di Beausoleil erano state un tentativo di scagionare Manson dalle accuse. Vari altri membri della Family, come Ella Jo Bailey, contraddissero la sua testimonianza e dichiararono che Manson aveva confessato loro di essere stato effettivamente presente sulla scena del delitto e di aver preso parte all'omicidio.
Beausoleil fu condannato alla pena di morte, commutata poi in ergastolo quando lo Stato della California abolì la pena capitale; Susan Atkins chiese clemenza alla corte per la sua partecipazione marginale al delitto e fu condannata all'ergastolo. Anche Bruce Davis fu accusato di complicità quando si venne a sapere che Beausoleil gli aveva telefonato allo Spahn Ranch chiedendogli di venire a prendersi il furgoncino Volkswagen di Hinman. Si tennero anche processi separati per l'omicidio di Donald "Shorty" Shea, un lavorante dello Spahn Ranch, da parte dei membri della Family Davis, Charles Manson, Susan Atkins e Clem Grogan.
Successivamente, Mary Brunner tornò nella Family per supportare i "fratelli" incarcerati per gli omicidi Tate/LaBianca. Suo figlio andò a vivere con i suoi genitori.

### Sparatoria di Hawthorne
Accompagnata dai membri della Manson Family Catherine "Gypsy" Share, Dennis Rice, Charles Lovett, Larry Bailey e Kenneth Como, il 21 agosto 1971 Mary Brunner tentò di rapinare un'armeria a Hawthorne, California. Ne seguì un conflitto a fuoco con la polizia e Mary restò ferita. Furono tutti arrestati. Nel corso delle indagini che seguirono, la polizia scoprì che il piano del gruppo era presumibilmente quello di dirottare un Boeing 747 minacciando di uccidere un passeggero ogni ora fino a quando Manson non fosse stato liberato.
La Brunner fu condannata a vent'anni di carcere. Nel 1977 le fu concessa la libertà vigilata, cambiò nome e si trasferì nel Midwest.